# Berwinne
La Berwinne ou Berwine (néerlandais : Berwijn, limbourgeois : Berweng) est une rivière à eau calcaire de Belgique, prenant sa source à Aubel, affluent direct de la Meuse. Cette rivière est située entre Liège et Maastricht.

## Géographie
Les sources de la rivière se trouvent au lieu-dit « de Birven » à l'est de la commune wallonne d'Aubel, à proximité du cimetière militaire américain de Henri-Chapelle. La rivière coule alors à travers les localités de Mortroux, Bombaye, Dalhem et Berneau, jusqu'à son confluent avec la Meuse à Mouland. 
La rivière est le principal cours d'eau du Pays de Herve. Sa vallée abrite notamment l'abbaye de Val-Dieu.

## Affluents
De l'amont vers l'aval, ses principaux affluents sont :
- la Bèfve en rive gauche, confluent entre Froidthier (Thimister) et Messitert (Aubel) ;
- la Bel en rive droite, confluent à l'abbaye du Val-Dieu ;
- l'Asse en rive gauche, confluent à Mortroux ;
- le Bolland en rive gauche, confluent  à Dalhem.

## Étymologie
XIIIe siècle Beruwin
Son étymologie signifie « rivière des castors » (gaulois Bebronna), à rapprocher également de l'allemand Biber et du néerlandais bever. Alternativement, source bouillonnante (indo-européen *bheru « source », gallois berwi « bouillir »),.

## Débit
Le débit moyen de la rivière mesuré à Dalhem entre 1994 et 2003 est de 1,32 m3/s. Durant la même période on a enregistré :
- un maximum moyen de 1,83 m3/s en 1999 ;
- un minimum moyen de 0,62 m3/s en 2003.

Source : Ministère de la Région Wallonne.